# Falsomordellistena hebraica
Falsomordellistena hebraica är en skalbaggsart som först beskrevs av Leconte 1862.  Falsomordellistena hebraica ingår i släktet Falsomordellistena och familjen tornbaggar. Inga underarter finns listade i Catalogue of Life.